# 核融合反応
核融合反応（、英: nuclear fusion reaction）とは、軽い核種同士が融合してより重い核種になる核反応を言う。単に核融合と呼ばれることも多い。核分裂反応と同じく古くから研究されている。
核融合反応を連続的に発生させエネルギー源として利用する核融合炉も古くから研究されており、フィクション作品にはよく登場するが、現実には技術的な困難を伴うため2023年現在実用化はされていない。

## 解説
1920年代および30年代に、ジョン・コッククロフトに代表される粒子加速器の研究に従事していた物理学者たちは、陽子（水素原子核）や他の軽い核に高いエネルギー（数keV）を与え入射粒子として加速し、標的となっている軽い核に当てると、核の電気的反発力や核力によって入射粒子は破壊を伴いながら、標的と融合し大きなエネルギーが解放されること、すなわち核融合反応(nuclear fusion)を発見していた。この大きなエネルギーは、アインシュタインによって主張された関係式 E = mc2 を満たす形で、融合した核の質量の一部がエネルギーに変換されるため発生する。しかしながら、加速器による核融合反応では、少数の核融合物を作るために大量のエネルギーが必要であり、もし実用に供するような連続的な核融合反応を起こすのであれば摂氏数億度もの高温が必要となることから、以後に発見された核分裂反応ほどには当初は着目されなかった。
上記の摂氏数億度の高温を用いる核融合は特に熱核反応 (thermonuclear reaction) と呼ばれるが、熱核反応の燃料としては、原子核の荷電が小さく原子核同士が接近しやすい軽い核種で反応自体も速いといった理由から三重水素や二重水素といった水素の重い同位体が理想的と言われる。
融合の種類によっては融合の結果放出されるエネルギー量が多いことから、水素爆弾などの大量破壊兵器に用いられる。ただし、水素爆弾は核分裂反応を利用して起爆する必要がある。
また平和利用目的として核融合炉によるエネルギー利用も研究されている。核分裂反応に比べて、反応を起こすために必要な技術的なハードルが高く、世界各国において様々な実験装置が建設され、実用化に向けた研究開発が進められている。近年、スタートアップを含む民間による核融合炉の開発も活発になっている。

## 核融合の種類
熱核融合
超高温により起こる核融合。本項で詳説する。
衝突核融合
原子核を直接に衝突させて起こす核融合。原子核の研究において使用される。
スピン偏極核融合
陽子と中性子の角運動量のパラメータ（スピン）を制御する事により核融合反応を制御する。
ピクノ核融合
非常に高密度の星（白色矮星）の内部で起こっていると考えられている核融合反応。電子が原子核のクーロン力を強く遮断して、低温の状態でも零点振動による量子トンネル効果により核融合が起こる。
ミューオン触媒核融合
ミュー粒子（負ミューオン）は電子と同様にマイナスの電荷をもつ粒子だが、電子の約200倍の質量を持つので束縛軌道半径が約200分の1である。そのため、電子を負ミューオンに置き換えると原子核同士が接近しやすくなり核融合が起こりやすくなる。負ミューオンは消滅までに何度もこの反応に関与できるのであたかも触媒のように作用する。
常温核融合
室温から摂氏数百度程度の、熱核融合に比べて低い温度で核融合が起こる反応。1989年3月に米ユタ大学の研究者がこの現象を発表した。当時は再現性にばらつきがあったため否定されたが、その後、ナノ金属加工技術や電子顕微鏡の発展により2010年頃から再現性が高まり、熱核反応とは別の物で原理は不明だがとりあえず熱は出ることが分かり再評価されている。

## 各種核融合反応

### D-T反応
{\displaystyle {\ce {D + T -> ^4He + n}}\ \mathrm {(14\,MeV)} }

D-T反応の説明図

核融合反応の中でもっとも反応させやすいのが、二重水素（デューテリウム、D）と三重水素（トリチウム、T）を用いた反応である。これは水素爆弾にも利用されている。この反応によって放出されるエネルギーは同じ質量のウランによる核分裂反応のおよそ4.5倍、同質量の石油を燃やして得られるエネルギーの800万倍に達する。また初期の核融合炉で使用される核融合反応として、実用化のための研究が世界各国で進められている。

### 恒星での反応
恒星が生み出す様々なエネルギーは、その中心付近における超高温、超高圧状態における核融合反応によるものがほとんどである。

#### D-D反応
{\displaystyle {\ce {D + D -> T + p}}}
{\displaystyle {\ce {D + D -> ^3He + n}}}
収縮しつつある原始星の中心温度が約250万 Kを超えると、初めて核融合が起こる。最初に起こるのは、比較的起こりやすい、2つの重水素(D) が反応する重水素核融合（工学ではD-D反応と呼ぶことも多い）である。重水素核融合を起こした天体を褐色矮星と呼ぶ。
中心の温度が約1000万Kを超えると（ちなみに太陽の中心は1500万K）、以下に述べるような水素核融合を起こし、恒星と呼ばれる。

#### 陽子-陽子連鎖反応

太陽より小さいサイズの星では、陽子-陽子連鎖反応が支配的である

次の、軽水素（陽子、p）どうしが直接反応する水素核融合を、陽子-陽子連鎖反応、p-pチェインなどと呼ぶ。一般に宇宙分野での核融合とはこの反応を指すことが多く、太陽の中心核で主に起こっている核融合反応である。4つの水素原子から1つのヘリウム4が生成される反応では以下の過程を経る。
1. {\displaystyle {\ce {p{}+p->_{1}^{2}H{}+{\mathit {e+}}{}+\nu _{e}}}}
2つの陽子が融合して、重水素となり陽電子とニュートリノが放出される。
2. {\displaystyle {\ce {^{2}_{1}H{}+{\mathit {p}}->_{2}^{3}He{}+\gamma }}}
重水素と陽子が融合してヘリウム3が生成され、ガンマ線としてエネルギーが放出される
3. {\displaystyle {\ce {^{3}_{2}He{}+_{2}^{3}He->_{2}^{4}He{}+{\mathit {p}}{}+{\mathit {p}}}}}
ヘリウム3とヘリウム3が融合してヘリウム4が生成され、陽子が放出される。

#### CNOサイクル

太陽より重い星では、CNOサイクルが支配的である

次の、炭素(C)・窒素(N)・酸素(O) を触媒とした水素核融合を、CNOサイクルと呼ぶ。星の中心温度が約1400万-3000万Kで稼働し、約2000万Kを超えると、p-pチェインよりCNOサイクルのほうが優勢になり、その反応が活発になる。
(a-1) {\displaystyle {\ce {^{12}C{}+4{\mathit {p}}->^{12}C{}+\alpha }}}
(b-1) {\displaystyle {\ce {^{12}C{}+{\mathit {p}}->^{13}N}}}
(b-2) {\displaystyle {\ce {^{13}N{}+3{\mathit {p}}->^{12}C{}+\alpha }}}
(c-1) {\displaystyle {\ce {^{12}C{}+{\mathit {p}}->^{13}N}}}
(c-2) {\displaystyle {\ce {^{13}N{}+{\mathit {p}}->^{14}O}}}
(c-3) {\displaystyle {\ce {^{14}O{}+2{\mathit {p}}->^{12}C{}+\alpha }}}
系の温度が高いと {\displaystyle a\rightarrow b\rightarrow c} の順に反応経路が変化し、反応速度が速まるが、基本的には炭素1つと陽子4つが炭素1つとアルファ粒子になる反応である。
また b および c では13Nや14Oがそれぞれベータ崩壊、ガンマ崩壊する前に次の段階へと進む。

#### ヘリウム燃焼
恒星の中心核に充分な量のヘリウムが蓄積された場合に起こる反応が、ヘリウム燃焼である。水素原子核の核融合の後に残ったヘリウムは恒星の中心に沈降し、重力により収縮して中心核の温度が上がる。約1億K程度になると3つのヘリウム原子核がトリプルアルファ反応を起こし、炭素が生成され始める。
{\displaystyle {\ce {3^4_2He -> C}}}
ヘリウム中心核からの熱により核の周辺部では水素の核融合が継続する。

#### 炭素より重い元素の燃焼

ケイ素の燃焼まで進行した恒星の断面図

中心温度が15億 Kを超えると、炭素も核融合を始める（炭素燃焼過程）。さらに恒星が十分な質量を持っていれば、ネオン燃焼過程、酸素燃焼過程、ケイ素燃焼過程を経て安定した鉄56（最も安定な核種はニッケル62。詳細は鉄参照）が作られ、中心での核融合反応は終了する。星は内側から、鉄 ( Fe ) の核、ケイ素 ( Si ) の球殻、酸素 ( O ) の球殻、ネオン ( Ne ) の球殻、炭素 ( C ) の球殻、ヘリウム ( He ) の球殻、水素 ( H ) の 最外層からなる、所謂タマネギ状の構造へと形成され、中心以外の各層で核融合が進行する。

#### 超新星爆発
中心温度が100億 Kを超えると、黒体放射の光子のエネルギーが核子の結合エネルギーと同程度になるため、鉄の光分解が起こる。
{\displaystyle {}_{}^{56}{\hbox{Fe}}\;\to \;{13}_{}^{4}{\hbox{He}}+{4}_{}^{}{\hbox{n}}-{124}{\hbox{MeV}}}
この吸熱反応により中心の温度が下がり、それにより圧力も下がる。圧力が下がると星は収縮するが、収縮により温度が上がって光分解が進む。この過程が繰り返されることにより恒星は重力崩壊する。中心部に物質が落下し、原子核に電子が取り込まれて陽子がニュートリノを放出して中性子に変化する（電子捕獲）。中心に中性子の塊が出来、自身の縮退圧で支えられるようになると、外層から落下してきた物体は中性子の塊の表面で跳ね返され、超新星爆発を起こす。最近の研究によると鉄より重い元素の約半数は、超新星爆発のときの核融合で作られ、残り半数はS過程で作られる。
なお、この時に残った中性子の塊は中性子星となる。もし中性子の塊が自身の縮退圧で支えられない状況になると、ブラックホールになる。超新星爆発で中性子星が残らない場合の状態を探る研究も行われている。